# Bahnhof Coswig (b Dresden)
Der Bahnhof Coswig (b Dresden) ist eine Betriebsstelle der Bahnstrecke Leipzig–Dresden und der hier einmündenden Bahnstrecke Borsdorf–Coswig auf dem Gemeindegebiet von Coswig in Sachsen. Im Personenverkehr wird er von Regionalexpress- und Regionalbahnzügen sowie von der S-Bahn Dresden genutzt. Das Empfangsgebäude ist als Kulturdenkmal eingestuft.

## Geschichte
Bei Eröffnung des an Coswig vorbeiführenden Teilstücks der Bahnstrecke Leipzig–Dresden am 16. September 1838 hatte die Leipzig-Dresdner Eisenbahn-Compagnie hier noch keine Station vorgesehen. Knapp zwei Jahre später, am 10. Juni 1840, richtete sie jedoch den „Anhaltepunkt“ Coswig ein, der etwa 900 Meter entfernt vom heutigen Bahnhofsstandort in Richtung Leipzig lag. Der erste Bahnhof Coswigs entstand mit dem Bau der in Coswig beginnenden Zweigbahn Coswig–Meißen. Beide wurden zeitgleich am 1. Dezember 1860 eröffnet. Dieser Bahnhof lag zwischen Streckenkilometer 101,60 und 101,75 der Bahnstrecke Leipzig–Dresden.
Nach dem Anschluss an das Eisenbahnnetz entwickelte sich Coswig zu einer wichtigen Industriegemeinde. Dieses Wachstum und die technische Entwicklung erforderten bereits gut 30 Jahre später einen neuen Bahnhofsbau. Der Bau des neuen Empfangsgebäudes dauerte vom 11. September 1893 bis zum 4. Juni 1894. Es ist bis heute als Empfangsgebäude in Nutzung. Außerdem wurden die Gleisanlagen höher gelegt und ein Inselbahnsteig mit Personentunnel errichtet.
Aufgrund seiner verknüpfenden Funktion als Trennungsbahnhof verzeichnete der Bahnhof lange Zeit auch einige Fernverkehrshalte, zuletzt hielten Mitte der 1990er Jahre vereinzelte Interregios in Tagesrandlagen. Seitdem beschränkt sich der Personenverkehr auf den Schienenpersonennahverkehr. Der Fernverkehr fährt seit 2010 in der Regel über die neugebaute Verbindungskurve Weißig–Böhla und umfährt damit den Bahnhof Coswig östlich.
Von 2013 bis 2015 wurden die Personenbahnsteige 1/2 sowie 3/4 neu gebaut und dabei auf eine Höhe von 55 Zentimetern über Schienenoberkante gebracht. Mit der Inbetriebnahme des erneuerten Bahnsteigs 5 wurde der barrierefreie Ausbau des Bahnhofs im April 2022 abgeschlossen. Insgesamt wurden vier Millionen Euro investiert.

### Bahnhofsbezeichnung

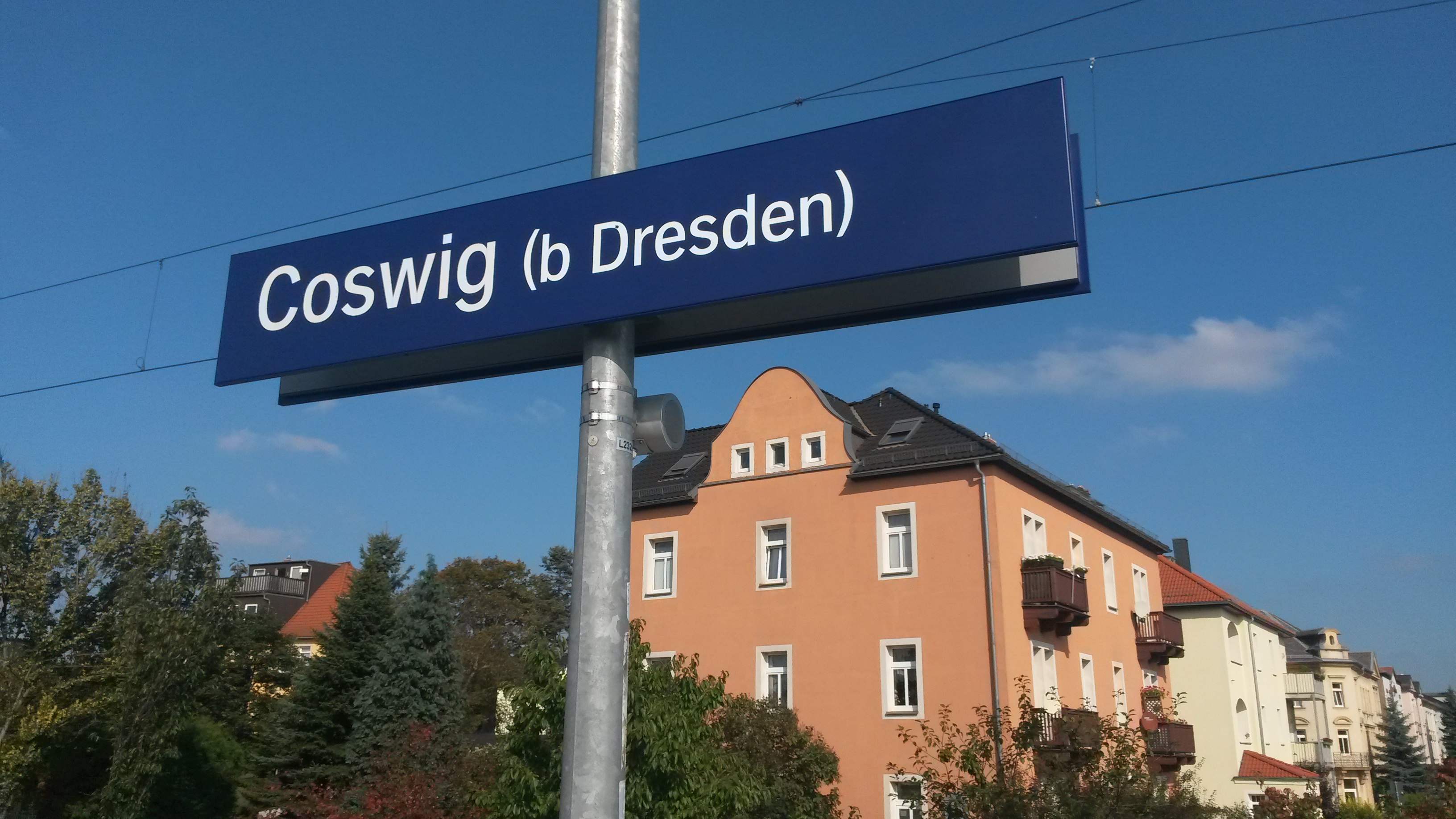
Bahnhofsschild im Bahnhof „Coswig (b Dresden)“

Im Laufe seines Bestehens trug der Bahnhof folgende Bezeichnungen:
- ab 1. Dezember 1860: Coswig[4]
- ab 1. Juli 1911: Coswig (Sa)[4]
- ab 4. Oktober 1925: Coswig (Bez Dresden)[4]
- ab 31. März 1934: Coswig (Bz Dresden)[4]
- ab 14. Dezember 2014: Coswig (b Dresden)[5]

## Verkehrsanbindung
Der Bahnhof wird von den Linien RE 15 Hoyerswerda–Dresden, RE 18 Cottbus–Dresden, RE 50 Leipzig–Dresden und RB 31 Elsterwerda-Biehla–Dresden sowie S 1 Meißen Triebischtal–Schöna im Personenverkehr bedient.
| Linie                    | Linienverlauf                                                       | Takt (min)                                                          | EVU              |
| ------------------------ | ------------------------------------------------------------------- | ------------------------------------------------------------------- | ---------------- |
| RE 15                    | Dresden Hbf – Großenhain Cottb Bf – Hoyerswerda                     | 120                                                                 | DB Regio Nordost |
| RE 18                    | Dresden Hbf – Großenhain Cottb Bf – Cottbus                         | 120                                                                 | DB Regio Nordost |
| RE 50                    | Dresden Hbf – Riesa – Leipzig                                       | 060                                                                 | DB Regio Südost  |
| RB 31                    | Dresden Hbf – Großenhain Cottb Bf – Elsterwerda-Biehla              | 120                                                                 | DB Regio Nordost |
| S 1                      | Meißen Triebischtal – Dresden Hbf – Pirna – Bad Schandau (– Schöna) | 10/20 (Meißen Triebischtal–Pirna Mo–Fr zur HVZ) 30 (60 nach Schöna) | DB Regio Südost  |
| Stand: 12. Dezember 2021 |                                                                     |                                                                     |                  |

## Beschreibung der Anlagen

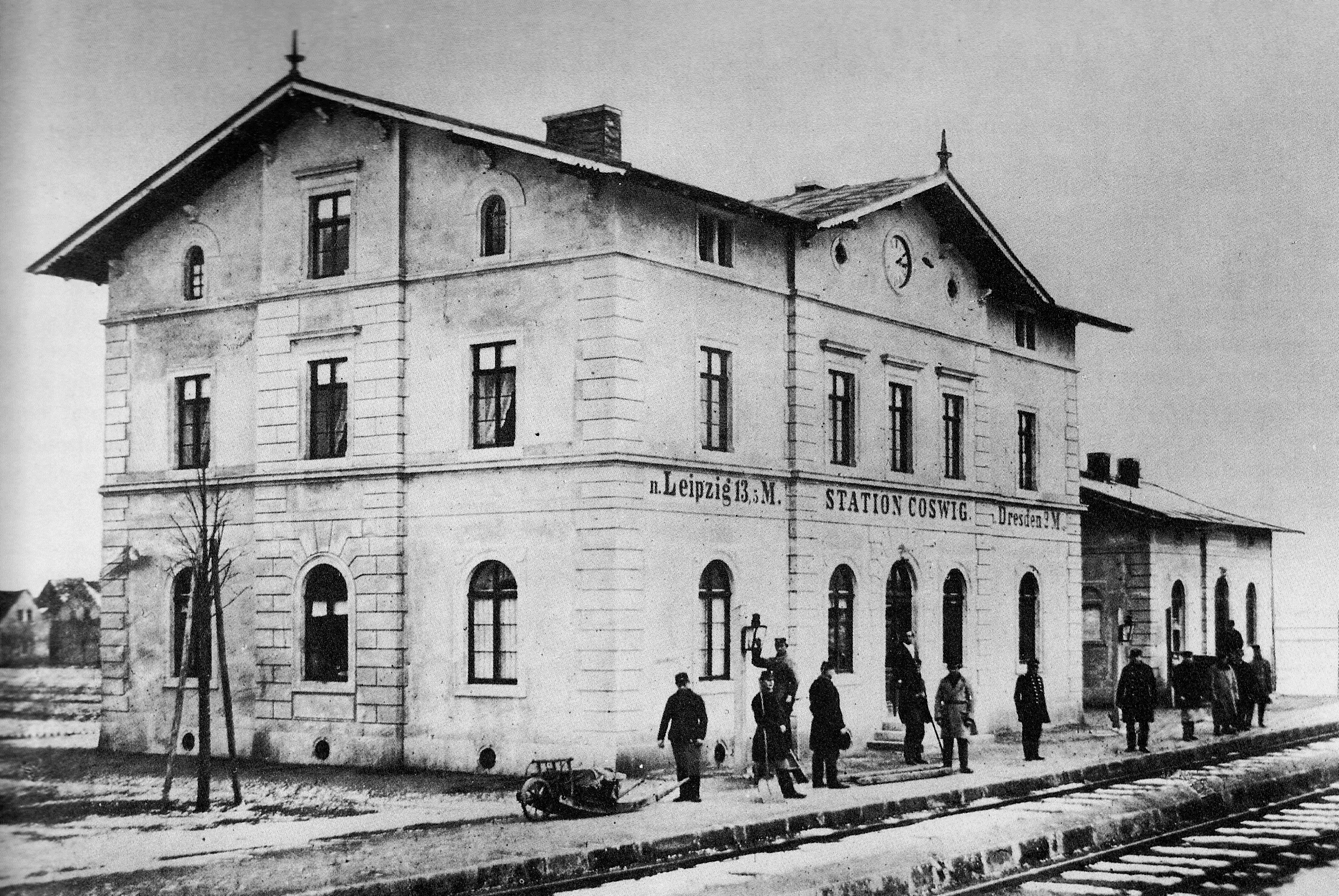
Das erste Empfangsgebäude, 1860

### Empfangsgebäude von 1860
Das Empfangsgebäude von 1860 ist ein im typischen Stil sächsischer Bahnhofsbauten erbauter schlichter Putzbau mit risalitartigen Mittelachsen. Seine Quaderung und der Fassadenschmuck besteht aus aufgetragenem Putz. Zu Wohnzwecken umgestaltet dient es seit dem Bau des neuen Empfangsgebäudes als Wohnhaus; es existiert noch heute.

### Empfangsgebäude von 1894
Das Empfangsgebäude von 1894 ist ein neorenaissanceartiger, eklektizistischer Klinkerbau mit werksteinbetonten Eck-, Gesims- und Fensterumrahmungen sowie einzelnen Jugendstilelementen.